# Fort Leonard Wood (Missouri)
Fort Leonard Wood est une installation militaire du Missouri, aux États-Unis. 
Créée en 1940, il s'agit d'un site d’entraînement de l'United States Army comprenant plusieurs écoles militaires.